# Яутакайте, Гинтаре
Ги́нтаре Яутака́йте (лит. Gintarė Jautakaitė; род. 4 июня 1958 года) — литовская, советская певица-вокалистка и пианистка. Позже американская и британская эстрадная певица, а также киноактриса и композитор.

## Биография
Родилась в 1958 году в городе Таураге Литовской ССР.
В 6 лет выиграла на радио детский конкурс с песней, которую написала сама. Окончила консерваторию им. C. Шимкуса в Клайпеде (класс фортепьяно и джазовой импровизации), училась в Вильнюсском университете.
В 1981 году получила первую премию на всесоюзном конкурсе молодых исполнителей в Днепропетровске, а затем вышла в финал фестиваля «Песня-81» с песней Александра Морозова на стихи Николая Рубцова «В горнице». В 1982 стала третьей по популярности среди певиц СССР в хит-параде «Звуковая дорожка». Работала с джаз-рок ансамблем «Арсенал» Алексея Козлова.
В 1982 году эмигрировала в США. В 1990-х годах жила в Великобритании, где под именем Gintare писала собственную музыку. В 1998 году её песни попали в чарты и ротацию EMI и Sony, а в марте 2000 года был выпущен альбом «Earthless». Проживает в США в регионе Midcoast штата Мэн.

## Семья
- Муж — Кит Маккёрди, компьютерный специалист;
  - Дочь — Элизабет-Грейша (род. 2005);
- Сыновья от первого брака — Джейсон (род. 1985) и Мартин (род. 1987)[2].

## Репертуар
- «В горнице» (Александр Морозов — Николай Рубцов)
- «В сердце клевера» (Гинтаре Яутакайте — Гинтаре Яутакайте)
- «Двух дорог пересеченье» (Марк Минков — Юрий Энтин)
- «Признание» (Виктор Резников — Виктор Резников)
- «Судьба» (Виктор Резников — Анатолий Монастырёв, Ольга Писаржевская)

## Фильмография

### Роли в кино
| Год  |     | Русское название                                | Оригинальное название | Роль                         |
| ---- | --- | ----------------------------------------------- | --------------------- | ---------------------------- |
| 1978 | ф   | Последний барьер (СССР, Литовская киностудия)   | Paskutinis barjeras   |                              |
| 1981 | тф  | Спасибо за нелётную погоду (СССР, Лентелефильм) |                       |                              |
| 1992 | ф   | Похищение Европы (Украина, Одесская киностудия) |                       | Кейла, английская поп-звезда |
| 2006 | кор | Наказание (Литва)                               | Bausmė                |                              |

### Вокальные партии в фильмах
- 1980 — «Карьера Дичюса» (лит. «Dičiaus karjera[лит.]»)
- 1992 — «Похищение Европы» (Украина)

### Композитор
- 1992 — «Похищение Европы» (Украина)

## Дискография
- 2000: Earthless
- 2003: Feathermark
- 2009: Kol prašvis